# Josué Rivera
Josué Rivera Aparicio (San Juan, 14 aprile 1992) è un pallavolista portoricano, schiacciatore dei Mets de Guaynabo.

## Carriera

### Club
La carriera di Josué Rivera inizia nei tornei scolastici portoricani, giocando per il Colegio San Ignacio. In seguito si trasferisce per motivi di studio negli Stati Uniti d'America, dove partecipa alla Division I NCAA con la Brigham Young dal 2011 al 2015, saltando tuttavia la prima annata, raggiungendo una finale ed una semifinale NCAA. 
Nella stagione 2015 debutta nella Liga de Voleibol Superior Masculino coi Plataneros de Corozal, venendo premiato come miglior esordiente del torneo; al termine degli impegni in Porto Rico approda al Bani Jamra in Bahrein. Nella stagione seguente fa ritorno ai Plataneros de Corozal.
Nel campionato 2017 approda ai Gigantes de Carolina, mentre nel campionato seguente veste la maglia dei Llaneros de Toa Baja. Per la Liga de Voleibol Superior Masculino 2019 difende i colori dei Cafeteros de Yauco, mentre dopo la cancellazione del campionato portoricano nel 2020, torna in campo nella Liga de Voleibol Superior Masculino 2021 con i Gigantes de Carolina. Approda invece ai Mets de Guaynabo dall'annata successiva, conquistando uno scudetto.

### Nazionale
Fa parte delle selezioni portoricane Under-19 e Under-21, vincendo la medaglia d'argento al campionato nordamericano Under-19 2008, debuttando in nazionale maggiore un anno dopo, in occasione della Coppa panamericana 2009.

## Palmarès

### Club
- Campionato portoricano: 1

2022

### Nazionale (competizioni minori)
- Campionato nordamericano Under-19 2008

### Premi individuali
- 2015 - Liga de Voleibol Superior Masculino: Miglior esordiente
- 2017 - Qualificazioni nordamericane al campionato mondiale 2018: Miglior difesa